# サント・マリー島

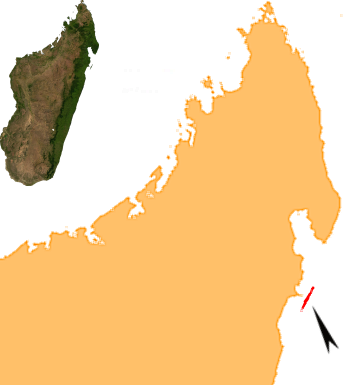
サント・マリー島の位置

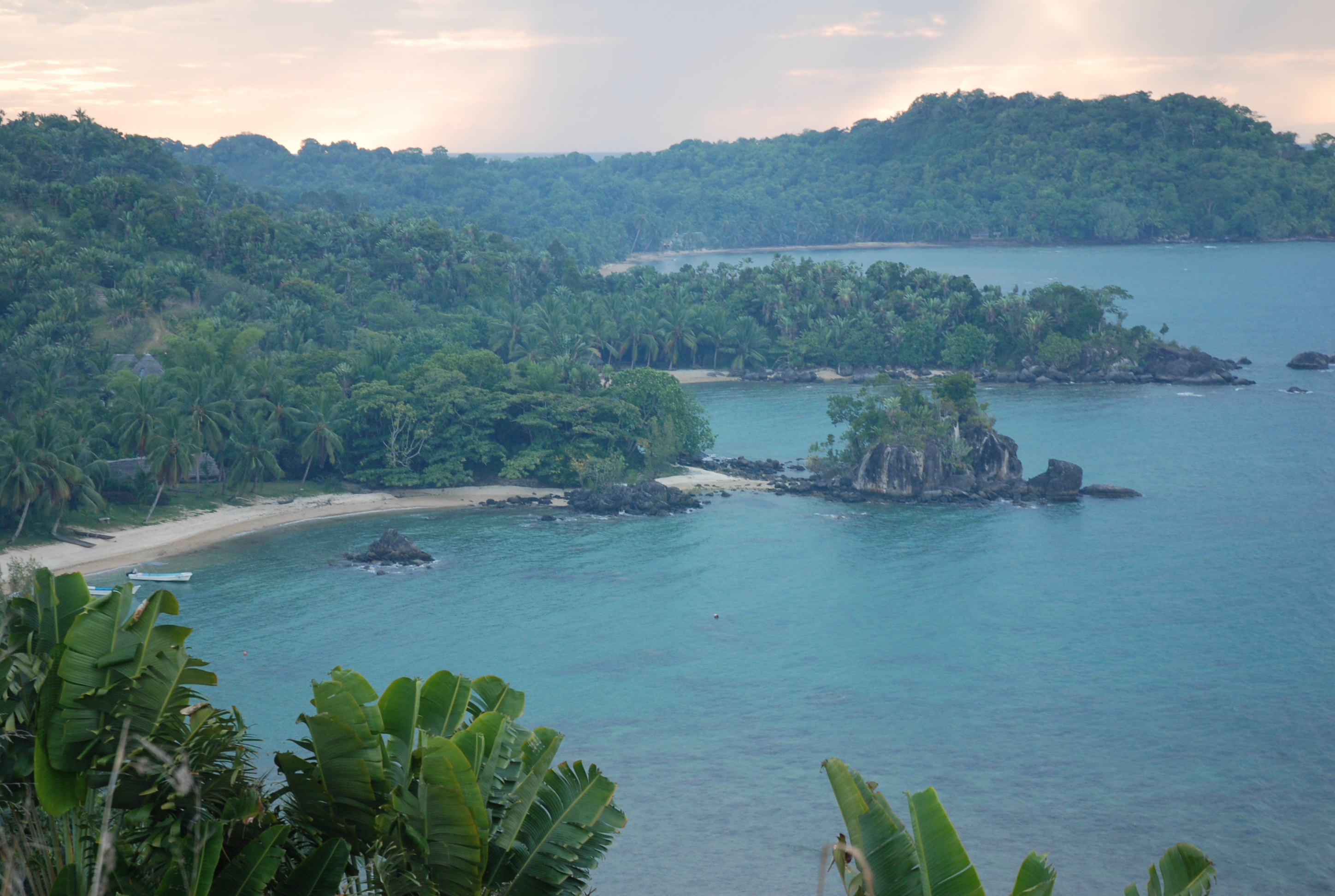
ラ・クリックの海岸

サント・マリー島（サント・マリーとう、Île Sainte-Marie）、またはマダガスカル語でノシ・ブラハ（Nosy Boraha）は、マダガスカル北東部、トアマシナ州のソアニエラナ・イヴォンゴ郡の対岸に浮かぶ島、都市。面積222km2、人口2万8467人（2020年）。インド洋に面する南北60km、東西10kmの細長い島で、マダガスカル島とは細い海峡によって隔てられ、ほぼ平行に伸びている。

## 地理と産業
サント・マリー島は一島で一市を構成している。中心地はアンブディフタチャ。トアマシナ州に属する。
サント・マリー島は西海岸のノシ・ベに次ぐマダガスカルの大リゾート地であり、ヨーロッパより多くのバカンス客が訪れる。サント・マリー島とマダガスカル本島の間の海峡は南極海よりやってくるザトウクジラが多く生息しており、鯨がやってくる7月から9月の冬季には島はホエール・ウォッチングの拠点となっている。また、サント・マリー島のラグーンはサンゴ礁がよく発達し、インド洋随一のダイビングスポットとして名高い。リゾートホテルは島の南端に集中しているが、中央部にも何軒かのホテルが存在する。
サント・マリー島は本島からの距離とサンゴ礁という特殊性のため動物相も独特のものがあり、特にキツネザルやランが著名である。かつてはマダガスカルカッコウという固有種も生息していたが、1834年に絶滅した。

## 歴史
サント・マリー島は、17世紀には海賊の拠点となっていた。静かな入り江と豊富な水と果物があり、さらにインド洋航路からさほど離れていない場所にあったため、拠点とするのに最適だったからである。キャプテン・キッドもこの島を拠点としていた。大海賊ヘンリー・エイヴリーはこの島によく訪れていたといい、トマス・テューはアミティ号の傾船修理をここで行った。キッド船長とロバート・カリファドはこの島で運命的な再会を果たした。
また、ジョン・テイラーやオリビエ・ルバスール、クリストファー・コンデントなどは島の砂浜で財宝の分配を行った。
アダム・ボールドリッジは島に交易所を開いたのみならず、略奪品を保管する倉庫を建設して、石造りの要塞や城でそれらを守った。また、1691年にはボールドリッジの主導で湾の防衛力を強化する試みが開始された。
1709年にアドリアン・ファン・ブルック船長によって書かれたThe Life and Adventures of Captain John Averyによると、エイヴリー船長は襲撃した船に乗っていたムガル帝国皇帝の娘とサント・マリー島に渡って海賊たちを束ね上げて都市や要塞を持つ強大な王国をこの島に築き上げたという。荒唐無稽とも言える内容だが、当時の人々はこの話を信じていたといい、エイヴリーは「海賊王か皇帝」だと考えられていた。
1720年頃の島の水辺には海賊に襲われて難破した船が確認でき、砂浜には積み荷の香辛料類や土器などが散乱していた。昔の島にはエイヴリー船長が建てた砦がそびえたっていたが、すでにこの時点で廃墟になっていた。また、島には先住民が住んでおり、海賊から受け継いだ「塩水と火薬の混合飲料を飲んで友情を確認する」という文化が息づいていた。
1733年の地図には、この島を指して「海賊の島」と書かれている。
この地に住みついたフランス人やイギリス人の海賊たちは現地女性と通婚を繰り返し、やがて18世紀初頭にはイギリス人海賊と現地女性との間に生まれたラツィミラフという王が現れ、マダガスカル東部沿岸の諸都市を統一してベツィミサラカ王国を建国した。この王国は通商同盟の性格を持ち、ラツィミラフの死後王国は分裂するものの、支配下にあった人々は一つの民族としての連帯感を保ち続け、ベツィミサラカ人となった。
島は、ラツィミラフの子孫が支配を続けた後、1750年に遺贈によりフランス領となった。
近年の水中探査技術の進歩によって海賊の沈没船らしきものが発見されている。具体的にはコンデント船長のファイアリー・ドランゴン号、カリファドのグレート・モハメド号もしくはモカ・フリゲート号などである。また、キッド船長のアドベンチャー・ギャレー号は島のどこかに沈没していると考えられている。